# Большая Верховская
Большая Верховская — деревня в Даровском районе Кировской области в составе Лузянского сельского поселения.

## География
Находится на расстоянии менее 2 км по прямой на северо-восток от центра поселения села   Красное.

## История
Известна с 1727 года как Верховский починок с 4 дворами, в 1764 году здесь было население 49 душ (мужского пола), в 1859 (уже деревня Верховская) дворов 16 и жителей 83, в 1926 (деревня Большая Верховская) 33 и 163, в 1950 37 и 82, в 1989 проживало 75 человек.

## Население
Постоянное население  составляло 68 человек (русские 100%) в 2002 году, 43 в 2010.